# سوگیری خودکارسازی
سوگیری خودکارسازی (به انگلیسی: Automation bias) به تمایل بیش از اندازهٔ افراد به واگذاری تصمیمات خود به سامانه‌های خودکار گفته می‌شود. این نوع سوگیری می‌تواند به بی‌دقتی در نظارت و تصمیم‌گیری منجر شود.
سوگیری خودکارسازی معمولاً در جاهایی دیده می‌شود که سامانه بیشتر به صورت خودکار اداره می‌شود و افراد تنها نقش ناظر را بر عهده دارند. این سوگیری ممکن است در برخورد با هر زمینه‌ای، مانند کنترل یک نیروگاه هسته‌ای، خلبان خودکار، یا حتی یک غلط‌یاب رایانه‌ای دیده شود.
خطاهای ناشی از سوگیری خودکارسازی می‌تواند به صورت ازقلم‌افتادن عملی که باید انجام شود — در مواقعی که سامانهٔ خودکار آن را شناسایی نکرده است — یا به‌اشتباه‌افتادن افراد به دلیل پیشنهاد/تصمیم اشتباه سامانه ظاهر شود.